# Abric de la vall de l'Ingla
L'Abric de la vall de l'Ingla és un abric rocós amb representació de pintura rupestre protegit com Patrimoni de la Humanitat en el conjunt de l'Art rupestre de l'arc mediterrani de la península Ibèrica. Està situat al vessant esquerre del riu de l'Ingla, en la Serra del Cadí, municipi de Bellver de Cerdanya.
És un gran cingle rocós, d'uns 100 m de longitud, que presenta diverses cavitats i parets orientades a l'est i sud-est. En total, s'han individualitzat 12 figures que apareixen distribuïdes molt desigualment, algunes en petites cavitats i d'altres simplement en zones de paret pràcticament sense protecció.
Les primeres dues figures es localitzen a l'extrem esquerre de l'abric. Presenten una pigmentació molt esvaïda, cosa que fa molt difícil la seva correcta observació, i se situen aproximadament a 1,20 m d'altura i en un espai de paret molt irregular. Una de les figures correspon a punctiformes de color vermell i l'altra a un semicercle de color castany-vermellós.
El segon grup, format per 3 figures, se situa a uns 16 m de l'anterior grup i està format bàsicament per elements punctiformes, barres i restes, situades a uns 2 m d'altura en una zona de fortes colades hídriques. La majoria de les pintures són de color vermell-castany i el que varia és el to d'aquest color per efectes del suport, de la quantitat de pigment, etc.
El tercer grup de pintures, a uns 2,20 m de distància dels grups anteriors seguint cap a la dreta, està format per una sola figura que correspon a barres de color ataronjat-vermellós i vermell.
El quart grup de pintures està situat en una paret sense cobertura a uns 2 m a la dreta de la figura anterior. També està format per una sola figura corresponent a punctiformes i barres de color ataronjat-vermellós.
El següent grup constitueix el més interessant del conjunt, tant pel nombre de figures com per la seva conservació. Està format per quatre figures que corresponen a punctiformes i barres de color vermell-castany, castany-ataronjat, vermell, castany-vermellós i ataronjat-vermellós. Una d'aquestes figures, corresponent a punctiformes, és de les més ben conservades de tot el conjunt.
L'últim grup de pintures localitzat se situa a la zona dreta de la gran cavitat i està format per una figura corresponent a punctiformes i elements ovalats. Aquesta figura és de color vermell-castany i vermell.
L'estil de totes les figures del conjunt és abstracte i les tècniques utilitzades són de traç simple i impressió dels dits amb pigment o digitació.